# 浦賀水道

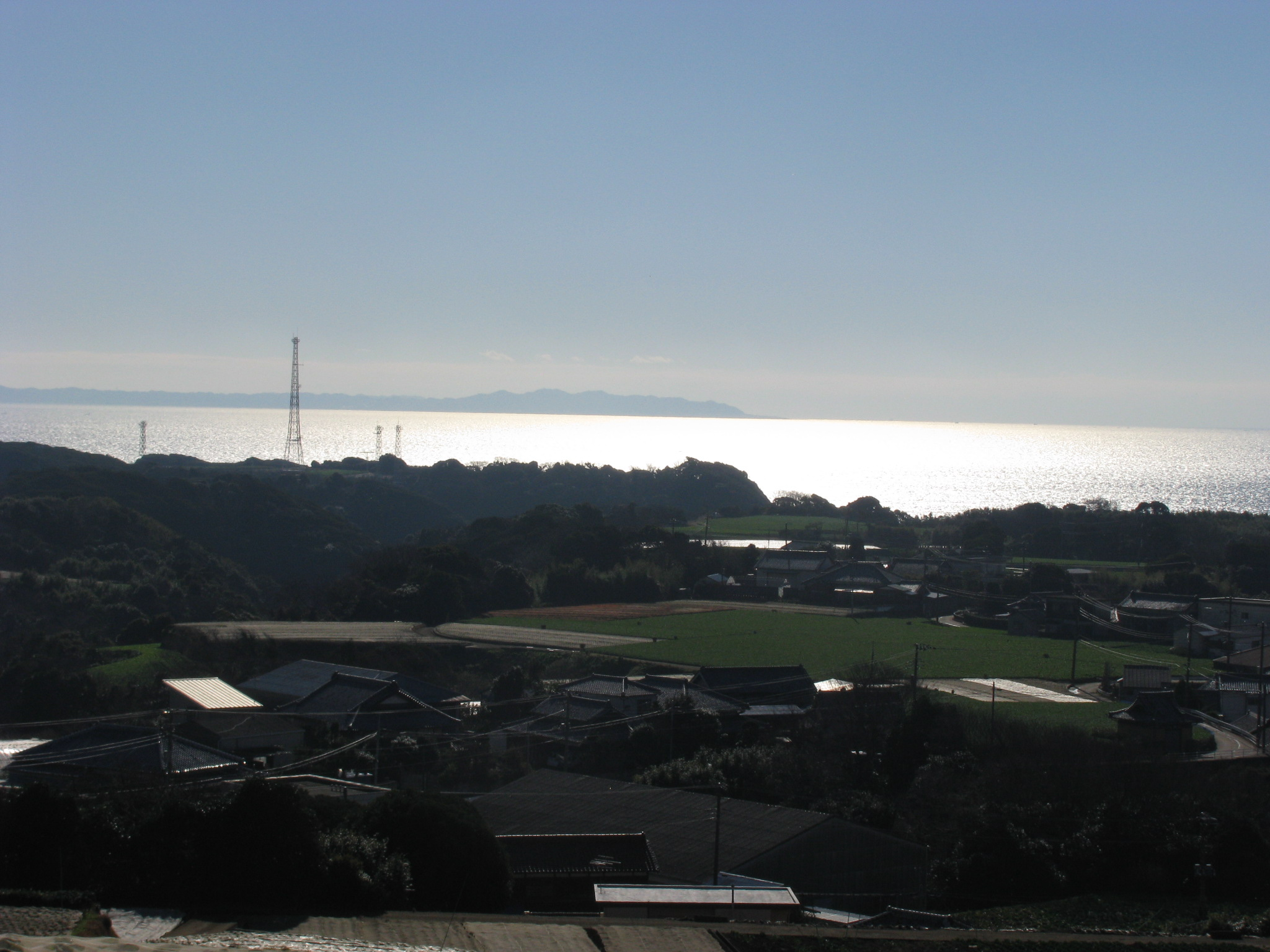
浦賀水道（左）と太平洋（右）の境。
三崎砲台観測所跡付近から房総半島を望む

浦賀水道（うらがすいどう）は、三浦半島と房総半島に挟まれた海峡である。太平洋と東京湾とをつないでいる。広義では東京湾の一部とされることもある。

## 概要

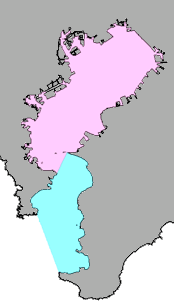
浦賀水道の範囲（水色の部分）
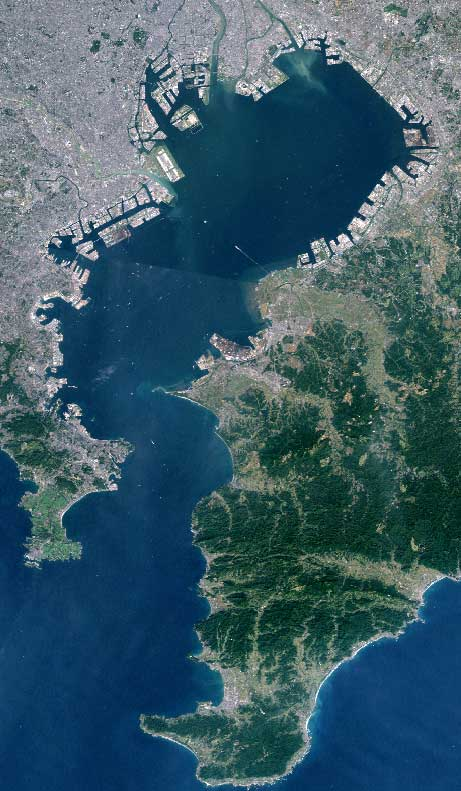
東京湾・浦賀水道の衛星画像

三浦半島と房総半島に挟まれ、外洋との境となる三浦市剱崎と館山市洲崎を結ぶ線から、東京湾との境となる横須賀市観音崎と富津市富津岬を結ぶ線に囲まれる海域である。中央部の海底は海水面の低下した氷期に河川に侵食された東京海谷と呼ばれる深い溝をなす。面積は約400km2。京浜工業地帯や一大消費地である東京都市圏の海の玄関口である東京湾と外洋を結ぶ、海上交通の要衝である。

## 歴史
『古事記』や『日本書紀』に記された日本神話によれば、日本武尊の東征において、相模から上総に渡ろうとした際、突然暴風が起こって海が荒れ進退窮まる。そこで、后の弟橘媛が尊に替わって海に入ると暴風が収まり、この水路を馳水（走水）と名づけたと伝えられている。
鎌倉時代から鎌倉街道の交通路として利用されていた。東京湾と同様、浦賀水道も後北条氏と里見氏の水軍の争いの舞台となった。
江戸時代に入ると海上交通路としての重要性を増し、1720年には西岸の港町浦賀に奉行所がおかれた。1853年には、アメリカ合衆国から黒船が来航し、1866年に結ばれた江戸条約では、開港した横浜港への重要な航路として観音埼灯台の設置が決定、日本初の洋式灯台として1868年に点灯する。
明治時代には国防上も重要な海域となったため、浦賀水道を囲む形で東京湾要塞が造られ、東京湾との境には3つの海堡が建設された。しかし、1923年の関東大震災により第二海堡と第三海堡は使用不能となり、第三海堡堡は2007年8月までに撤去された。
第二次世界大戦後は経済発展とともに交通量が増加、各種船舶が渋滞し危険な状態になっていたため、1977年（昭和52年）に海上保安庁東京湾海上交通センター（とうきょうマーチス）が設置され、航行管制を行っている。

## 現況
ヨットや小型漁船、大型貨物船から軍艦まで、1日あたり約400（平成23年）から700隻（平成17年）もの船が往来する、世界有数の海上交通路である。海幅最小 6.5km の狭水道で、航行する船の数も多く、潮流も早いことから、日本の周辺海域では有数の航海の難所と言われ、海難事故が起こりやすい箇所の1つに挙げられる。その為、大型船舶のみが利用できる「浦賀航路」が設けられている。
また、横須賀市久里浜港と富津市金谷港の間を東京湾フェリーが結んでおり、名目上は国道16号が横断している。横須賀・富津間を陸路で結ぶ東京湾口道路の建設構想もあるが、実現の目処は立っていない。